# Acrocrypta violaceicuprea
Acrocrypta violaceicuprea là một loài bọ cánh cứng trong họ Chrysomelidae. Loài này được Wang in Wang & Li miêu tả khoa học năm 2007.